# Achen
Pour les articles homonymes, voir Achen (homonymie).
Achen (prononcer [aχən]) est une commune française du département de la Moselle, en région Grand Est.
Village rural de Lorraine, du pays de Bitche et du bassin de vie de la Moselle-est, Achen est situé à 66 km au nord-ouest de Strasbourg. Au niveau intercommunal, la commune est intégrée dans la communauté de communes du Pays de Bitche qui regroupe 46 communes autour de Bitche. En 2014, la population légale est de 999 habitants, appelés les Achenois.
Achen est attesté dans les textes d'archives dès le XIIe siècle. Dépendante du Saint-Empire, la localité est successivement la propriété des comtes de la Petite-Pierre (XIIe siècle), des seigneurs de Bitche du duché de Lorraine (XIIe siècle), à nouveau des comtes de la Petite-Pierre (1272), des seigneurs de Fénétrange (1457), des comtes de Mörs-Sarrewerden (1472), des comtes de Nassau-Sarrebruck (1545), des comtes de Deux-Ponts-Bitche (1553) et à nouveau des ducs de Lorraine (1570). Durant la guerre de Trente Ans, la population souffre des multiples passages de troupes et sort du conflit exsangue et décimée. Le village devient français en 1766 sous Louis XV avec le rattachement du duché de Lorraine au royaume de France. Comme le reste de la Moselle, Achen devient allemand durant la période du Reichsland (1871-1918) puis lors de l'occupation nazie (1940-1945).

## Géographie

### Localisation et localités avoisinantes
Le village s'étend en pays découvert, à la limite occidentale du pays de Bitche. Il est situé au confluent du ruisseau dit d'Achen et du ruisseau de Singling.
| Wittring   | Wiesviller, Wœlfling-lès-Sarreguemines | Gros-Réderching  |
| Weidesheim | Achen                                  | Singling, Bining |
| Kalhausen  | Etting, Schmittviller                  | Rahling          |

### Sismicité
Commune située dans une zone de sismicité 1 très faible.

### Hydrographie et les eaux souterraines
La commune est située dans le bassin versant du Rhin au sein du bassin Rhin-Meuse. Elle est drainée par le ruisseau d'Achen et le ruisseau Sattelbach.
Système d’information pour la gestion des eaux souterraines du bassin Rhin-Meuse : Cours d'eau (BD Carthage).
Le ruisseau d'Achen, d'une longueur totale de 15,4 km, prend sa source dans la commune de Gros-Réderching et se jette  dans la Sarre à Kalhausen, face à Wittring, après avoir traversé cinq communes.

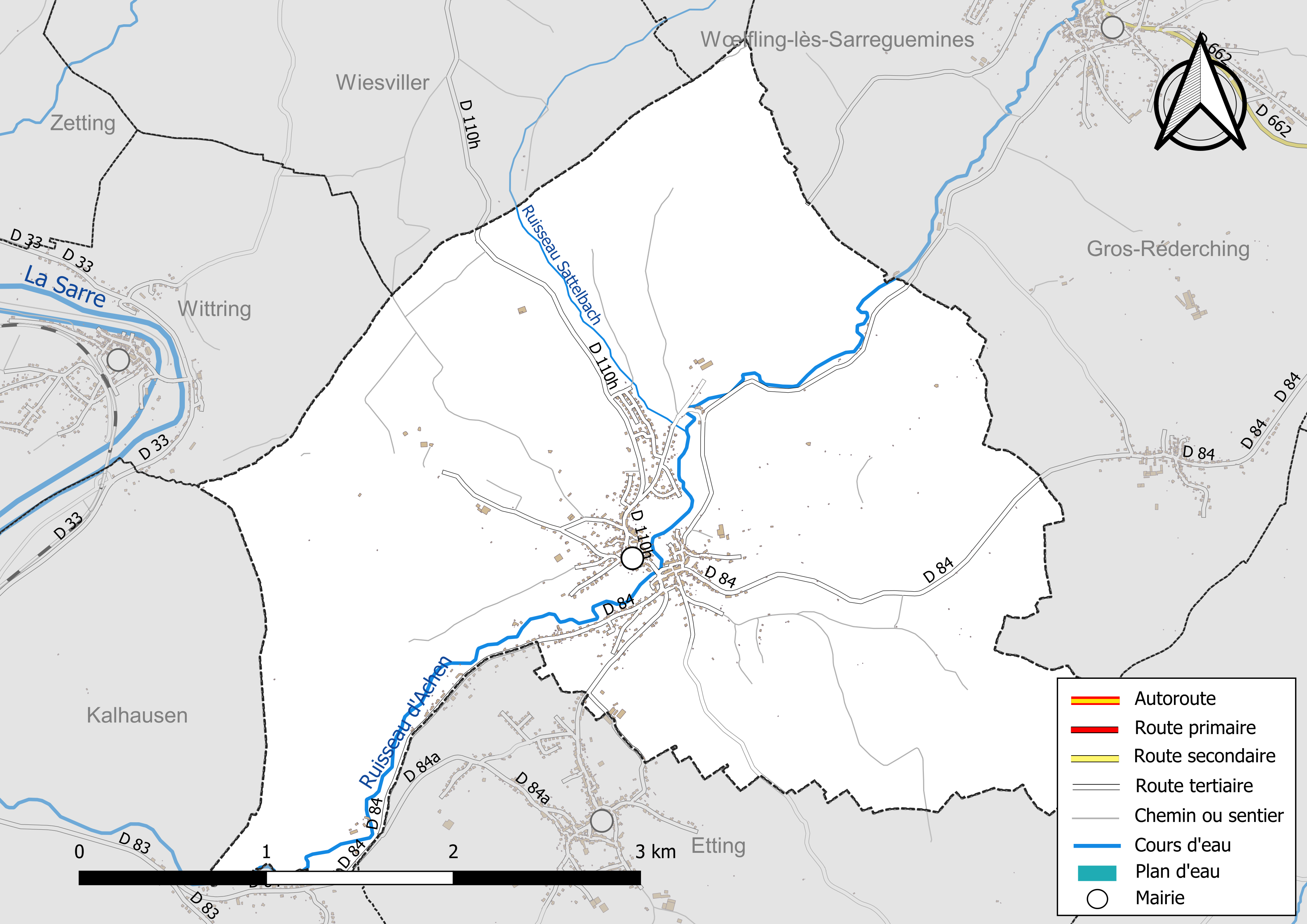
Réseaux hydrographique et routier d'Achen.

La qualité des eaux des principaux cours d’eau de la commune, notamment du ruisseau d'Achen, peut être consultée sur un site dédié géré par les agences de l’eau et l’Agence française pour la biodiversité.

### Climat
Pour des articles plus généraux, voir Climat du Grand Est et Climat de la Moselle.
En 2010, le climat de la commune est de type climat des marges montargnardes, selon une étude du Centre national de la recherche scientifique s'appuyant sur une série de données couvrant la période 1971-2000. En 2020, Météo-France publie une typologie des climats de la France métropolitaine dans laquelle la commune est exposée à un climat semi-continental et est dans la région climatique Vosges, caractérisée par une pluviométrie très élevée (1 500 à 2 000 mm/an) en toutes saisons et un hiver rude (moins de 1 °C).
Pour la période 1971-2000, la température annuelle moyenne est de 9,9 °C, avec une amplitude thermique annuelle de 17 °C. Le cumul annuel moyen de précipitations est de 863 mm, avec 11,7 jours de précipitations en janvier et 9,7 jours en juillet. Pour la période 1991-2020, la température moyenne annuelle observée sur la station météorologique de Météo-France la plus proche, « Volmunster », sur la commune de Volmunster à 15 km à vol d'oiseau, est de 10,2 °C et le cumul annuel moyen de précipitations est de 760,1 mm. 
La température maximale relevée sur cette station est de 37,6 °C, atteinte le 25 juillet 2019 ; la température minimale est de −18,6 °C, atteinte le 24 décembre 2001,,.
Les paramètres climatiques de la commune ont été estimés pour le milieu du siècle (2041-2070) selon différents scénarios d'émission de gaz à effet de serre à partir des nouvelles projections climatiques de référence DRIAS-2020. Ils sont consultables sur un site dédié publié par Météo-France en novembre 2022.

## Urbanisme

### Typologie
Au 1er janvier 2024, Achen est catégorisée bourg rural, selon la nouvelle grille communale de densité à sept niveaux définie par l'Insee en 2022.
Elle est située hors unité urbaine. Par ailleurs la commune fait partie de l'aire d'attraction de Sarreguemines (partie française), dont elle est une commune de la couronne,. Cette aire, qui regroupe 48 communes, est catégorisée dans les aires de 50 000 à moins de 200 000 habitants,.

### Occupation des sols
L'occupation des sols de la commune, telle qu'elle ressort de la base de données européenne d’occupation biophysique des sols Corine Land Cover (CLC), est marquée par l'importance des territoires agricoles (85,5 % en 2018), en diminution par rapport à 1990 (86,5 %). La répartition détaillée en 2018 est la suivante : 
prairies (50,5 %), zones agricoles hétérogènes (20,6 %), terres arables (14,3 %), forêts (8,7 %), zones urbanisées (5,8 %). L'évolution de l’occupation des sols de la commune et de ses infrastructures peut être observée sur les différentes représentations cartographiques du territoire : la carte de Cassini (XVIIIe siècle), la carte d'état-major (1820-1866) et les cartes ou photos aériennes de l'IGN pour la période actuelle (1950 à aujourd'hui).

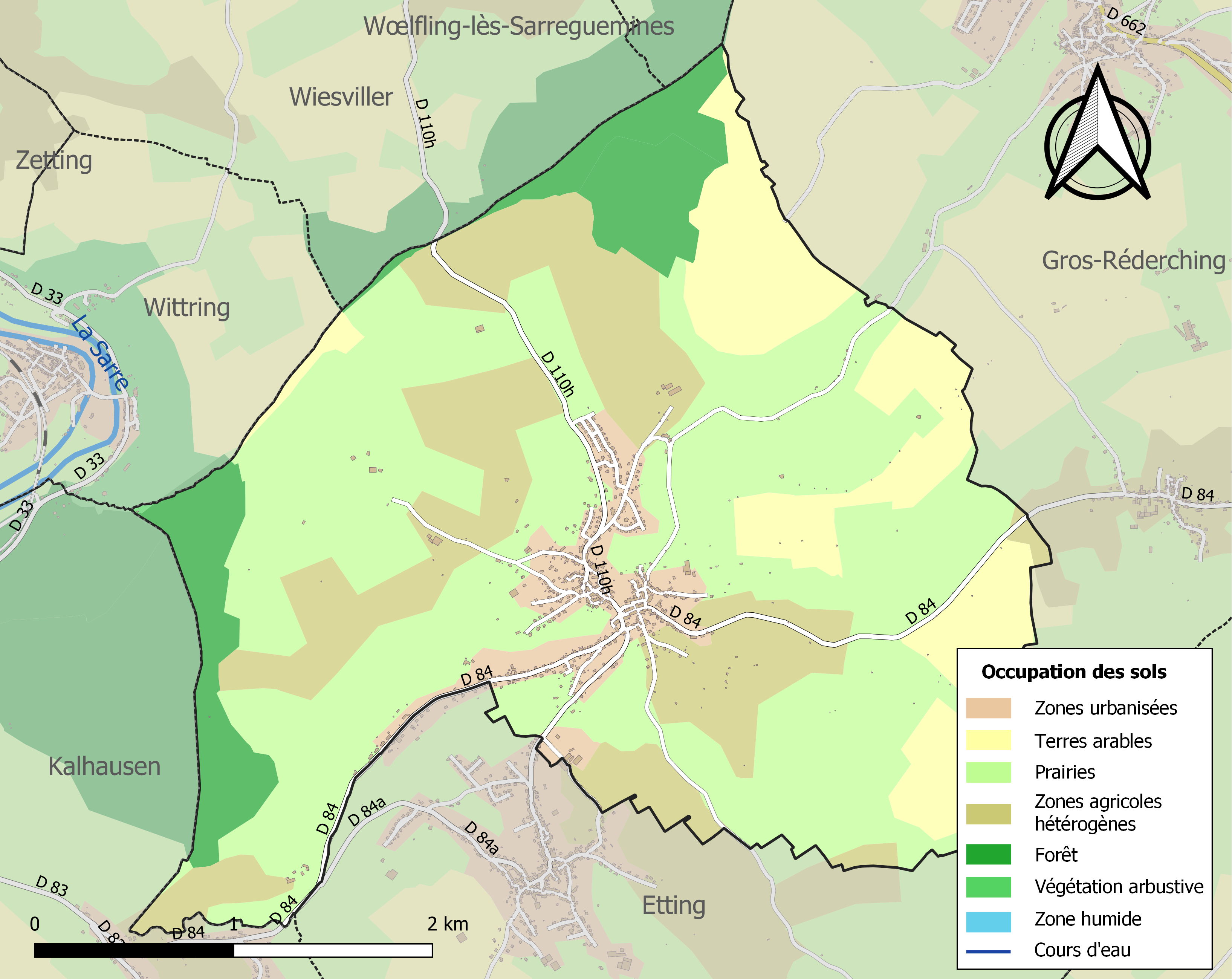
Carte des infrastructures et de l'occupation des sols de la commune en 2018 (CLC).

### Morphologie urbaine
Plan local d'urbanisme intercommunal du pays se Bitche dont la dernière procédure a été approuvée le 19 décembre 2019.

### Logement
En 2009, le nombre total de logements dans la commune était de 406, alors qu'il était de 346 en 1999.
Parmi ces logements, 92,1 % étaient des résidences principales, 5,6 % des résidences secondaires et 2,3 % des logements vacants. Ces logements étaient pour 87,5 % d'entre eux des maisons individuelles et pour 9,7 % des appartements.
La proportion des résidences principales, propriétés de leurs occupants était de 85,9 %, quasiment identique à 1999 (82,9 %).

### Voies de communications et transports

#### Transports en commun
La ligne de chemin de fer Sarreguemines-Strasbourg dessert depuis 1895 la gare ferroviaire de la commune voisine de Kalhausen. Cette gare se situe aussi sur la ligne de Berthelming à Sarreguemines, mise en service en 1872.
Des ramassages vers le collège de Rohrbach-lès-Bitche et vers les lycées et collège de Bitche sont organisés lors des périodes scolaires.

#### Réseau aérien
L'aéroport de Sarrebruck-Ensheim se situe à 27 km (liaison avec les grandes villes allemandes), celui de Strasbourg-Entzheim à 90 km (liaison avec les grandes villes françaises et européennes). L’aéroport international de Francfort est distant de 180 km du village. L’aéroport de Deux-Ponts (à 36 km), qui offrait des liaisons quotidiennes vers Berlin et Majorque, n'est plus exploité depuis octobre 2014.

## Toponymie
Le nom de la localité est attesté sous les formes Achkena (1271) ; Achain (1751) ; Achen (1771).

- En francique lorrain : Ache[19].
- Sobriquet des habitants : Achener Mitschel et Achener Bärwle[20].

## Histoire

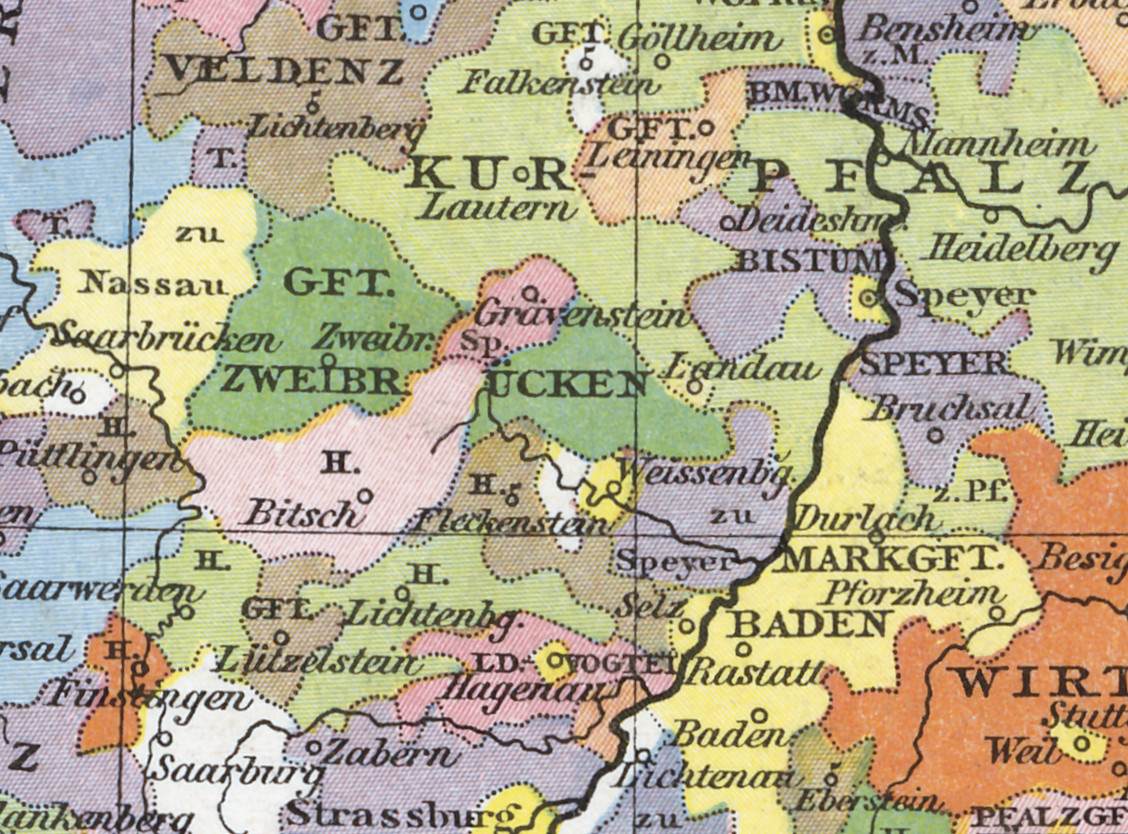
Le comté de Lützelstein vers 1400 (en marron au centre).

Le village est mentionné pour la première fois dans un texte de 1199 sous la forme Aqua (eau, rivière), puis en 1246 Acchene, et enfin en 1553 Achen, sa forme définitive.
Du point de vue temporel, les terres ont appartenu aux seigneurs de la Petite-Pierre puis sont occupées par le duc de Lorraine, qui réunit le village à sa seigneurie de Bitche. Celle-ci est donnée au XIIe siècle au fils du duc Ferry II, Réginald, en même temps comte de Blieskastel, aujourd'hui en Sarre. Ainsi, on comprend le traité de 1246 par lequel le duc Mathieu II promet, quand il aura recouvré la seigneurie de Bitche, de rendre Achen au comte de la Petite-Pierre. Dans la suite, le comte Hugues paraît être rentré de fait en possession d'Achen, puisque, en 1272, il donne le patronage et la dîme d'Achen à l'abbaye de Sturzelbronn, qui les rétrocédera en 1621, au duc de Lorraine en échange de six maldres de sel de Dieuze. En 1382, le comte Henri prétend tenir Achen en fief de l'empire.
En 1457, Walter de Dahn engage ses droits, biens et gens à Achen à Guillaume de Fénétrange, dont les droits passent après sa mort en 1472 à sa nièce, Barbe de Fénétrange, et à son époux, le comte Nicolas de Moers-Sarrewerden. Le 12 juillet 1553, le comte de Nassau-Sarrebruck cède le village à Jacques de Deux-Ponts. Son ancêtre Eberhard avait acquis la seigneurie de Bitche en 1297 et l'avait érigée en comté de Deux-Ponts-Bitche. En 1572, la seigneurie est occupée par le duc de Lorraine et, depuis cette date, Achen partage le sort du duché de Lorraine.

Le découpage administratif du district de Bitche en 1790.

Le village devient commune du canton de Rohrbach-lès-Bitche en 1790. Le canton relève à l'époque du district de Bitche, qui se heurte au clergé et sème la terreur dans la contrée. Les impôts sont aussi difficiles à supporter. En 1800, le district est éclaté, et seuls trois cantons (Bitche, Volmunster et Rohrbach) subsistent et sont rattachés à l’arrondissement de Sarreguemines. Le pays de Bitche perd alors neuf siècles d’unité, et le « repliement » (c’est-à-dire le départ de l’élite locale) s’amorce.
Le relief varié et accidenté a entraîné la construction d'ouvrages importants de la ligne Maginot et notamment celui du Haut-Poirier. La population est évacuée le 1er septembre 1939 en Charente, à Condac, Jarnac, Bioussac, Poursac et Barro, la mairie s'étant repliée à Condac. Les habitants regagneront leur village le 1er octobre 1940.

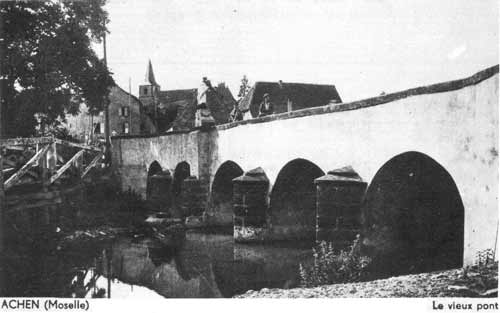
Le vieux pont avant les bombardements de la Seconde Guerre mondiale.

Bombardé le 7 décembre 1941, le village est libéré par les troupes américaines le 8 décembre 1944. Mais, lors de l'offensive Von Rundstett, les Allemands reviennent jusqu'à l'entrée nord de la commune, où de terribles combats se déroulent le 3 janvier 1945, rue de Wiesviller. Les Allemands sont pourtant définitivement refoulés le lendemain.
Le village a conservé peu de monuments anciens : l'église construite en 1725 et agrandie du côté du chœur en 1778, des monuments funéraires des XVIIIe et XIXe siècle replacés dans l'ancien cimetière, qui entourait l'église jusqu'en 1979, et plusieurs croix de chemin.
L'ancien pont au centre du village portant la statue de saint Jean Népomucène et comprenant cinq arches, reconstruit en 1786, a sauté au moment du bombardement. Il est remplacé par un pont en béton d'une seule jetée. La commune est citée à l'ordre de la brigade le 11 novembre 1948 : « Commune de Lorraine très éprouvée par les bombardements et les combats qui ont été livrés sur son territoire, Achen compte 9 tués et 8 blessés. Évacuée d'office dès septembre 1939, la population, à son retour en octobre 1940, fut l'objet de nombreuses vexations et sollicitations de la part de l'ennemi, mais elle resta fidèle à la mère patrie. Par son attachement à la France et par ses sacrifices, Achen s'est acquis des droits à la reconnaissance du Pays. »
Cette citation comporte l'attribution de la Croix de Guerre avec étoile de bronze. Achen a payé un lourd tribut lors des deux guerres mondiales : 20 victimes lors de la Première Guerre mondiale, 2 victimes lors de la Seconde Guerre mondiale, 14 Malgré-nous tombés ou non rentrés en 1940-1945, 10 victimes civiles des bombardements, soit une commune sinistrée à 48 %.
Du point de vue spirituel, le village est une ancienne paroisse de l'archidiocèse de Hornbach au diocèse de Metz, passée dans celle de Rohrbach en 1804. L'église Saint-Pierre, à la collation de l'abbaye cistercienne de Sturzelbronn jusqu'en 1621, était l'église-mère d'Etting et de Kalhausen.

## Politique et administration

### Situation administrative

Situation d'Achen (rouge) au sein du canton de Bitche (gris).

Depuis 1802, Achen est rattachée à l'arrondissement de Sarreguemines. La commune dépend de la cinquième circonscription de Moselle.
De 1790 à 2014, sous administration française, Achen était l'une des 15 communes du canton de Rohrbach-lès-Bitche. Depuis le redécoupage cantonal de 2014, la commune dépend désormais du canton de Bitche (46 communes pour près de 35 000 habitants). Selon le principe de parité, deux conseillers départementaux - une femme, un homme - sont nécessairement issus des suffrages. À la suite des élections départementales des 22 et 29 mars 2015, les représentants auprès du conseil départemental de la Moselle sont Anne Mazuy-Harter (DVD) et David Suck (UDI), ancien vice-président du conseil général.

### Budget et fiscalité 2021
En 2021, le budget de la commune était constitué ainsi :
- total des produits de fonctionnement : 928 000 €, soit 902 € par habitant ;
- total des charges de fonctionnement : 829 000 €, soit 805 € par habitant ;
- total des ressources d'investissement : 1 365 000 €, soit 1 327 € par habitant ;
- total des emplois d'investissement : 1 353 000 €, soit 1 315 € par habitant ;
- endettement : 430 000 €, soit 418 € par habitant.

Avec les taux de fiscalité suivants :
- taxe d'habitation : 12,57 % ;
- taxe foncière sur les propriétés bâties : 17,94 % ;
- taxe foncière sur les propriétés non bâties : 72,30 % ;
- taxe additionnelle à la taxe foncière sur les propriétés non bâties : 0,00 % ;
- cotisation foncière des entreprises : 0,00 %.

Chiffres clés Revenus et pauvreté des ménages en 2019 : médiane en 2019 du revenu disponible, par unité de consommation : 23 220 €.

### Instances judiciaires et administratives
Dans le ressort de la Cour d'appel de Metz, Achen relève du tribunal de grande instance, du tribunal d'instance, du tribunal pour enfants et du bureau foncier de Sarreguemines, de la Cour d'Assises de Moselle, du tribunal administratif de Strasbourg et de la cour administrative d'appel de Nancy.
La commune se trouve dans la circonscription de gendarmerie de la communauté de brigades (COB) de Sarreguemines.

### Tendances politiques et résultats
Le résultat de l'élection présidentielle de 2012 dans cette commune est le suivant :
| Candidat       | Candidat                    | Premier tour | Premier tour | Second tour | Second tour |
| Candidat       | Candidat                    | Voix         | %            | Voix        | %           |
| -------------- | --------------------------- | ------------ | ------------ | ----------- | ----------- |
|                | Eva Joly (EÉLV)             | 6            | 0,94         |             |             |
|                | Marine Le Pen (FN)          | 214          | 33,70        |             |             |
|                | Nicolas Sarkozy (UMP)       | 165          | 25,98        | 403         | 69,97       |
|                | Jean-Luc Mélenchon (FG)     | 53           | 8,35         |             |             |
|                | Philippe Poutou (NPA)       | 11           | 1,73         |             |             |
|                | Nathalie Arthaud (LO)       | 10           | 1,57         |             |             |
|                | Jacques Cheminade (SP)      | 3            | 0,47         |             |             |
|                | François Bayrou (MoDem)     | 73           | 11,50        |             |             |
|                | Nicolas Dupont-Aignan (DLR) | 29           | 4,57         |             |             |
|                | François Hollande (PS)      | 71           | 11,18        | 173         | 30,03       |
|                |                             |              |              |             |             |
| Inscrits       | Inscrits                    | 786          | 100,00       | 786         | 100,00      |
| Abstentions    | Abstentions                 | 132          | 16,79        | 142         | 18,07       |
| Votants        | Votants                     | 654          | 83,21        | 644         | 81,93       |
| Blancs et nuls | Blancs et nuls              | 19           | 2,91         | 68          | 10,56       |
| Exprimés       | Exprimés                    | 635          | 97,09        | 576         | 89,44       |

Le résultat de l'élection présidentielle de 2017 dans cette commune est le suivant :
| Candidat    | Candidat                    | Premier tour | Premier tour | Deuxième tour | Deuxième tour |  |
| Candidat    | Candidat                    | %            | Voix         | %             | Voix          |  |
| ----------- | --------------------------- | ------------ | ------------ | ------------- | ------------- |  |
|             | Nicolas Dupont-Aignan (DLF) | 7,99         | 51           |               |               |  |
|             | Marine Le Pen (FN)          | 37,77        | 241          | 51,37         | 300           |  |
|             | Emmanuel Macron (EM)        | 13,64        | 87           | 48,63         | 284           |  |
|             | Benoît Hamon (PS)           | 3,76         | 24           |               |               |  |
|             | Nathalie Arthaud (LO)       | 1,10         | 7            |               |               |  |
|             | Philippe Poutou (NPA)       | 1,72         | 11           |               |               |  |
|             | Jacques Cheminade (SP)      | 0,16         | 1            |               |               |  |
|             | Jean Lassalle (RES)         | 2,04         | 13           |               |               |  |
|             | Jean-Luc Mélenchon (LFI)    | 13,95        | 89           |               |               |  |
|             | François Asselineau (UPR)   | 0,94         | 6            |               |               |  |
|             | François Fillon (LR)        | 16,93        | 108          |               |               |  |
|             |                             |              |              |               |               |  |
| Inscrits    | Inscrits                    | 792          | 100,00       | 792           | 100,00        |  |
| Abstentions | Abstentions                 | 135          | 17,05        | 140           | 17,68         |  |
| Votants     | Votants                     | 657          | 82,95        | 652           | 82,32         |  |
| Blancs      | Blancs                      | 13           | 1,98         | 52            | 7,98          |  |
| Nuls        | Nuls                        | 6            | 0,91         | 16            | 2,45          |  |
| Exprimés    | Exprimés                    | 638          | 97,11        | 584           | 89,57         |  |

## Population et société

### Démographie

#### Évolution démographique
L'évolution du nombre d'habitants est connue à travers les recensements de la population effectués dans la commune depuis 1793. Pour les communes de moins de 10 000 habitants, une enquête de recensement portant sur toute la population est réalisée tous les cinq ans, les populations de référence des années intermédiaires étant quant à elles estimées par interpolation ou extrapolation. Pour la commune, le premier recensement exhaustif entrant dans le cadre du nouveau dispositif a été réalisé en 2007.

En 2022, la commune comptait 970 habitants, en évolution de −3,67 % par rapport à 2016 (Moselle : +0,52 %, France hors Mayotte : +2,11 %).
| 1793 | 1800 | 1806 | 1821  | 1836 | 1841 | 1861 | 1866  | 1871 |
| ---- | ---- | ---- | ----- | ---- | ---- | ---- | ----- | ---- |
| 720  | 724  | 770  | 1 375 | 911  | 900  | 942  | 1 005 | 933  |

| 1875 | 1880 | 1885 | 1890 | 1895 | 1900 | 1905 | 1910 | 1921 |
| ---- | ---- | ---- | ---- | ---- | ---- | ---- | ---- | ---- |
| 957  | 874  | 831  | 785  | 760  | 763  | 783  | 825  | 849  |

| 1926 | 1931 | 1936 | 1946 | 1954 | 1962 | 1968 | 1975 | 1982 |
| ---- | ---- | ---- | ---- | ---- | ---- | ---- | ---- | ---- |
| 796  | 723  | 785  | 736  | 794  | 857  | 875  | 883  | 896  |

| 1990 | 1999 | 2006 | 2007 | 2012  | 2017  | 2022 | - | - |
| ---- | ---- | ---- | ---- | ----- | ----- | ---- | - | - |
| 929  | 938  | 989  | 996  | 1 011 | 1 011 | 970  | - | - |

Les plus anciens recensements connus remontent à la première moitié du XVIe siècle. On note alors seulement les foyers. Achen était un des plus grands villages de la seigneurie de Bitche. À une certaine année, le village compte 71 foyers contre 67 à Bining, 62 à Kalhausen, 54 à Rohrbach, 45 à Gros-Réderching, 28 à Etting, 26 à Enchenberg, 22 à Lemberg, 4 à Lambach et à Siersthal. D'autres recensements donnent 65 foyers en 1539, 66 en 1586, 68 en 1606, 80 en 1621, 71 en 1622, 81 en 1626, En multipliant chaque foyer par 5 ou 6, cela correspond à une population d'environ 450 habitants à la veille de la guerre de Trente Ans.
En 1627, la peste éclate dans la région et trouve de nombreuses victimes à Achen. Les années de guerre, et plus spécialement 1634 et 1635, font partir les survivants. Ainsi toute la région se trouve abandonnée. Pourtant en 1661, la vie reprend doucement. Des colons essaient de s'installer, mais sont obligés de se retirer. En 1680, Achen compte de nouveau 28 foyers, Etting et Kalhausen compris. En 1708, il y en a déjà 41 et en 1783, on en dénombre 110, soit environ 600 habitants.
Le repeuplement des villages dévastés pendant la guerre de Trente Ans est assuré en grande partie par des immigrés venus de Suisse, du comté de Tyrol, du margraviat de Bade, de l'électorat de Bavière et des Ardennes.
Entre 1811 et 1833, le village d'Etting appartenait à la commune d'Achen.

### Enseignement
La commune d'Achen est rattachée à l'académie de Nancy-Metz. Cette académie fait partie de la zone B pour son calendrier de vacances scolaires, et cela depuis le redécoupage des régions françaises de 2015. Avant, elle faisait partie de la zone A.
Pour leur enseignement secondaire, les jeunes Achenois vont au collège Jean Seitlinger de Rohrbach-lès-Bitche. Ensuite, ils se rendent principalement aux lycées de Bitche et Sarreguemines.

### Santé
Professionnels et établissements de santé :
- médecins à Achen, Gros-Réderching, Wittring, Wiesviller ;
- pharmacies à Achen, Rohrbach-lès-Bitche, Herbitzheim ;
- hôpitaux à Sarreguemines, Sarralbe, Sarre-Union.

### Cultes
- Culte catholique, Paroisse Saint Pierre d’Achen, Communauté Saint Antoine du Haut Poirier[34], Diocèse de Metz.
- Culte protestant, Consistoire d'Ittenheim[35].

### Médias

Le logo du Républicain lorrain.

Le Républicain lorrain est un quotidien régional d’information dont le siège social se situe à Metz. Dans son édition de Sarreguemines-Bitche, il consacre régulièrement des articles à l’actualité communale.
Dans le domaine des médias audiovisuels, trois chaînes de télévision sont accessibles aux habitants d'Achen et relaient les informations locales : France 3 Lorraine, Mosaïk et TV Cristal. Parmi les nombreuses stations de radio disponibles, on peut citer Radio Studio 1 et Radio Mélodie, basées respectivement à Bitche et à Sarreguemines, ainsi que Radio Salü, radio de langue allemande basée à Sarrebruck.

## Économie

### Entreprises et commerces

#### Agriculture
Jusqu'en 1939, Achen est essentiellement une localité agricole avec de petites exploitations familiales d'une moyenne de 5 hectares. Les terres sont trop morcelées : plus de 10 000 parcelles pour 1 212 hectares, soit une moyenne de 12 ares par parcelle.
- Culture et élevage associés.
- Élevage d'ovins et de caprins.
- Culture de céréales, de légumineuses et de graines oléagineuses.

#### Tourisme
- Gîtes ruraux et Chambres d'hôtes à Bining, Rahling, Sarreguemines.

#### Commerces et services
Depuis 1945 on assiste à une transformation profonde de la vie économique. Les jeunes sont attirés par l'industrie et surtout au début par les Houillères du Bassin de Lorraine, qui assurent un ramassage par car pour Merlebach et Petite-Rosselle. Les gains assez élevés vont améliorer le niveau de vie, d'où les nouvelles constructions modernes et transformations intérieures des immeubles, surtout après la réalisation du réseau d'eau en 1955. En même temps, les petites exploitations agricoles disparaissent, et seule une dizaine subsiste. Les petits artisans, charron, peintre, maréchal ferrant, sellier bourrelier, cordonnier, tailleur, disparaissent à leur tour. Achen est devenue une commune-dortoir. Chaque jour, de nombreux habitants migrent vers Deux-Ponts et Pirmasens. Une centaine d'élèves quitte également la localité pour le collège de Rohrbach ou les différents lycées de Sarreguemines.

## Culture locale et patrimoine

### Lieux et monuments

#### Édifices civils
- la villa gallo-romaine de la Salwies[37].

De nombreux moulins, pour la plupart encore en activité dans la première moitié du XXe siècle, ont tourné sur le ruisseau d'Achen :
- la Walkmühle (le moulin à foulon) est donné à un nommé Louis Muller par le comte Jacques de Deux-Ponts, seigneur de Bitche et de la moitié de Lichtenberg, en location viagère en 1546. En 1572, Laurent Muller y est meunier. Dix ans plus tard, on lui permet de transférer ce moulin à blé au village, où il est devenu très probablement le Neumühle[39], et le moulin même est changé en moulin à foulon. Mentionné de 1661 à 1703 comme étant détruit, Jean Funfrock obtient le 20 mai 1733, de la duchesse régente, la permission de le reconstruire, à charge de lui donner une dîme de quatorze francs par an. Le nommé Antoine Muller de Sarre-Union profite de cette autorisation. En 1867, le moulin appartient à un certain Pierre Gross d'Achen, dont le fils lui a rendu en 1908, sa destination première de moulin à blé. Il n'est plus exploité actuellement par son propriétaire actuel.
- le Neumühle, en plein village, est mentionné pour la première fois en 1612 comme appartenant à Jean Zoller. Ce moulin, détruit pendant la guerre de Trente Ans, est vendu après la reconstruction à Nicolas Muller, l'héritier de Jean Zoller. Le moulin actuel a usage d'habitation.
- l' Altmühle, habité avant la guerre de Trente Ans, en 1570 par Étienne Muller et enfin en 1612 par Jean Vogel, est complètement détruit pendant la Seconde Guerre mondiale.
- l' Oligmühle, à 800 m de l' Altmühle, est mentionné pour la première fois en 1729, son propriétaire de l'époque étant un certain Wittbrauch. Les propriétaires suivants sont Jean Nicolas Schmitt de 1762 à 1782 puis son fils Jean Schmitt. Jean Freyermuth et Eve Herzog leur succéderont avant que le moulin ne passe aux enfants et petits-enfants de ces derniers, jusqu'en 1878, où les exploitants se retirent à Rahling. Le nouveau propriétaire, Étienne Bertran, le vend en 1890 à Charles Gross de Bining, l'époux de Hoffmann Barbe. Le gendre de ces derniers, Jean Assant l'exploite jusqu'à ces dernières années et le moulin suit le sort des autres en 1971.
- le Gallenmühle doit son nom, d'après la tradition locale, à un certain Gall, immigré de Suisse. Ce moulin, propriété vers 1725 de Philippe Seyler qui l'a acheté pour 875 écus (Taler) à son père, Pierre Seyler, est resté propriété de cette famille jusqu'en 1896. Le moulin n'est plus actuellement en activité.
- le moulin disparu de Naumühle est mentionné en 1758.
- le village disparu de Pfaffenthal n'a laissé aucun souvenir.

#### Édifices militaires
Des vestiges de la ligne Maginot :
- l'ouvrage du Haut-Poirier ;
- la casemate du Nord-Ouest d'Achen ;
- le Val d'Achen regroupe les logements d'officiers et de sous-officiers, construits avant guerre pour les militaires du 153e Régiment d'Infanterie Française en garnison à Achen. Le casernement est complètement détruit.

#### Édifice religieux
- l'église Saint-Pierre, reconstruite en 1728 (date portée par le portail) en remplacement d'une église du XVe siècle, dont il subsiste un élément de remplage dans la baie sud du 2e niveau de la tour clocher. Agrandie vers le chœur à la suite d'une requête du curé, des échevins et des notables à l'évêque de Metz, déposée conformément à une ordonnance épiscopale de 1778.

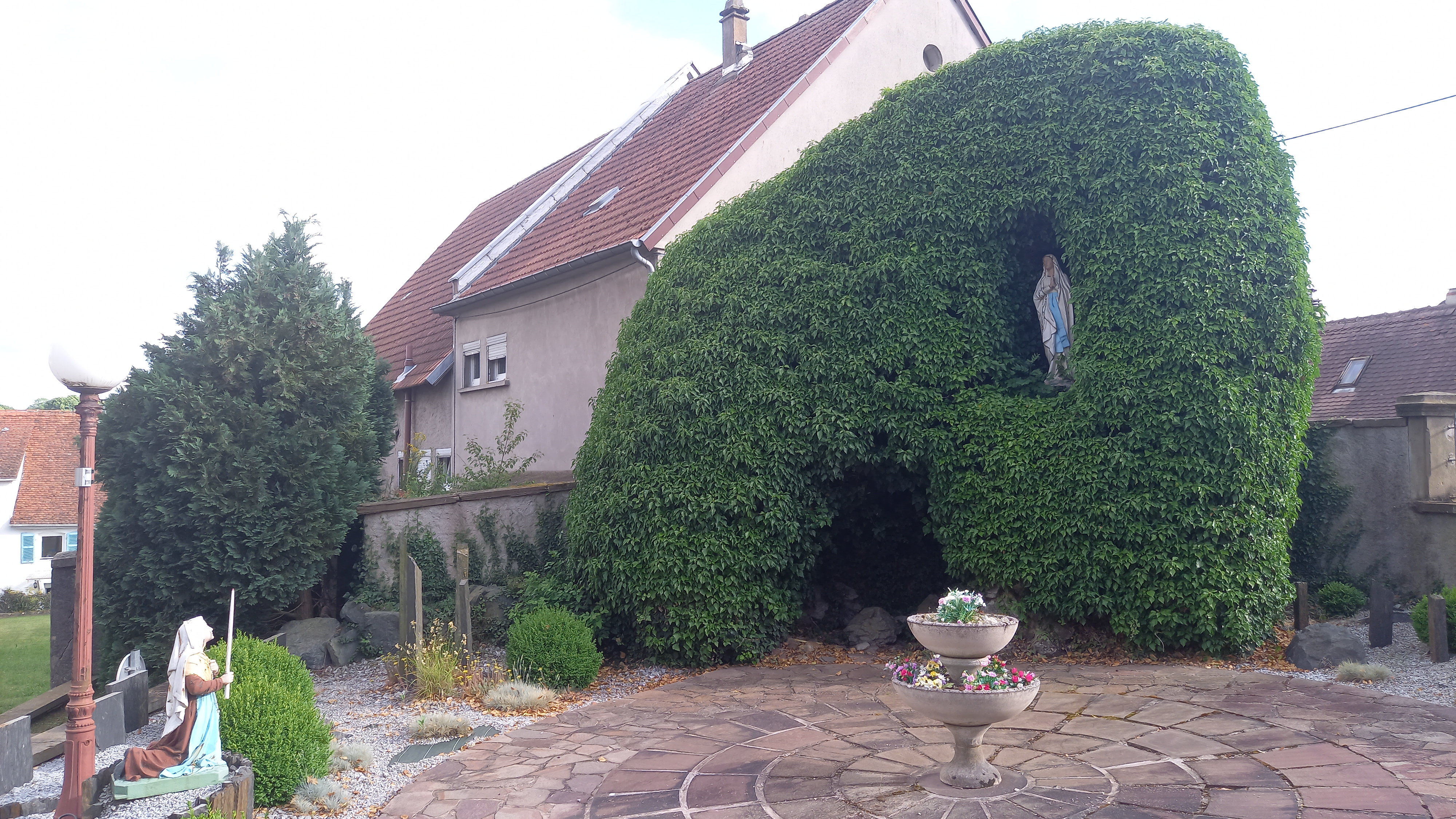
Grotte de Lourdes.

Jusqu'en 1979, le cimetière se trouvait autour de l'église et les tombes les plus anciennes ont été conservées et replacées le long de la façade Sud et dans un muret au nord de l'édifice.
Orgue La manufacture d'orgue Muhleisen (1985) avec son buffet d'orgue moderne néo 17e-18e siècle, installé sur une tribune.
- Grotte de Lourdes[43],[44].

### Dialecte
Sur le plan culturel, la seconde moitié du XXe siècle se caractérise par la diffusion de la langue française dans le village et plus largement dans l'ensemble de la population alsacienne et mosellane. Depuis le traumatisme de l'occupation nazie de 1940-1945, la langue allemande et le dialecte francique sont en net recul même si le canton de Rohrbach comptait encore 80 à 90 % de locuteurs du francique lorrain en 1962.
Dans les conversations en français de Moselle germanophone, outre les spécificités de l'accent francique lorrain (non distinction entre le p et le b, le ch et le j, le d et le t), la syntaxe est fréquemment bousculée par celle de l'allemand. Parmi les autres tendances lourdes figurent l'inversion entre le prénom et le nom (Muller Michel), l'usage fréquent d'abréviations pour les noms de localités (Gros-Réd', Petit-Réd', Diem', 'Bronn, Stras'), et l'emprunt de mots à la langue francique rhénane (Bix, Flammkuche, Schnaps, Scheslon, Kirb).

### Personnalités liées à la commune
- Blaise Illig, commandant né à Achen en 1851.
- René Sieffert, japonologue né à Achen en 1923.
- Jacques Muller, chanoine né à Achen en 1924.

### Héraldique
| Blason de Achen | Blason  | Coupé de gueules au chevron ployé d'argent et à deux clés d'or réunies en chevron versé brochant et d'or à la Croix de Lorraine de gueules. |
| Blason de Achen | Détails | La partie supérieure représente les armoiries du comté de la Petite-Pierre et la partie inférieure celles du comté de Bitche. Les deux clefs sont les attributs de saint Pierre, patron de la paroisse. Adopté par arrêté préfectoral le 14 mars 1950. |

## Pour approfondir